# Sandra Nasić

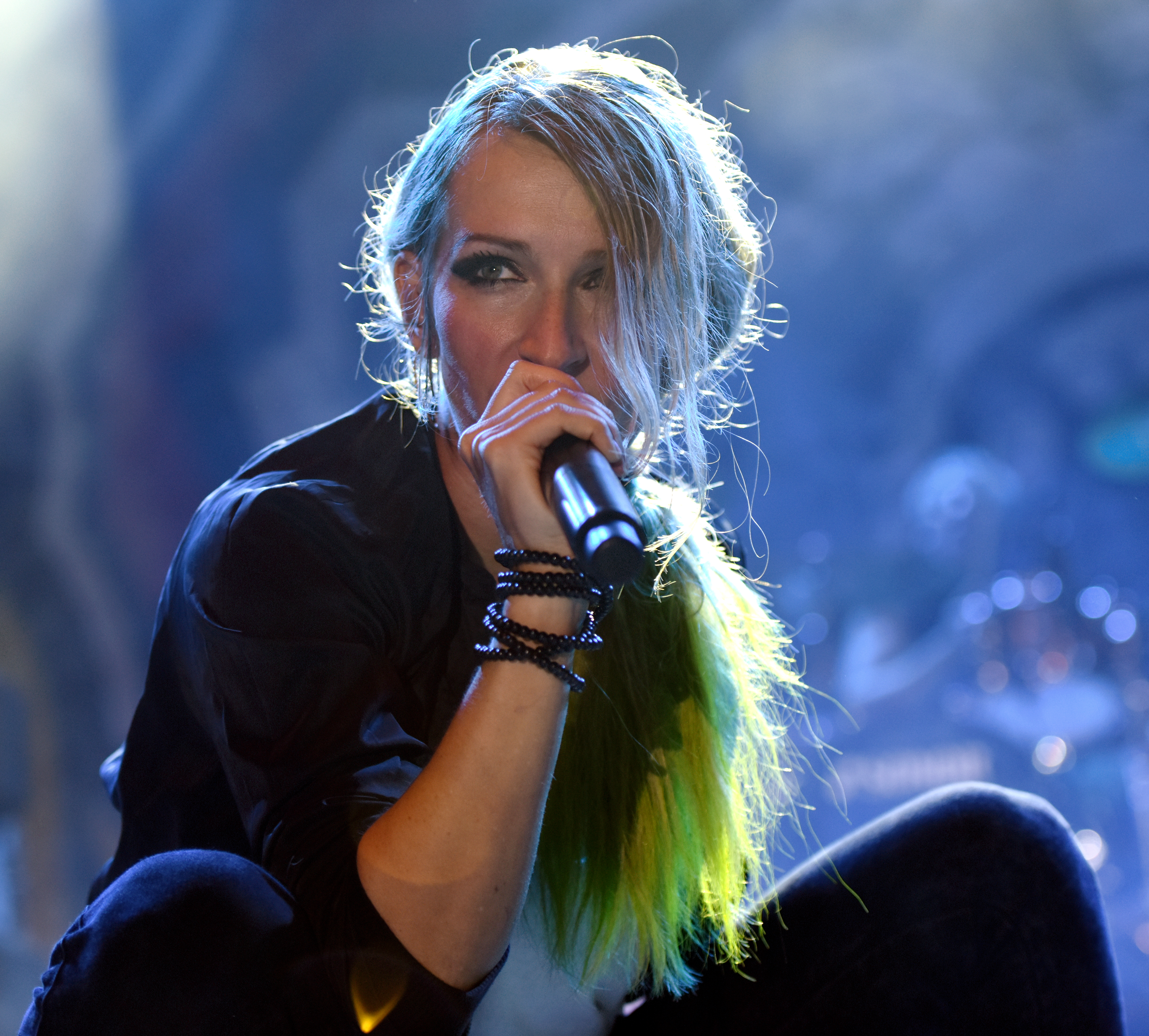
Sandra Nasić (2015)

Sandra Nasić (* 25. Mai 1976 in Göttingen) ist eine deutsche Sängerin. Sie ist die Frontfrau der Rockband Guano Apes.

## Biografie

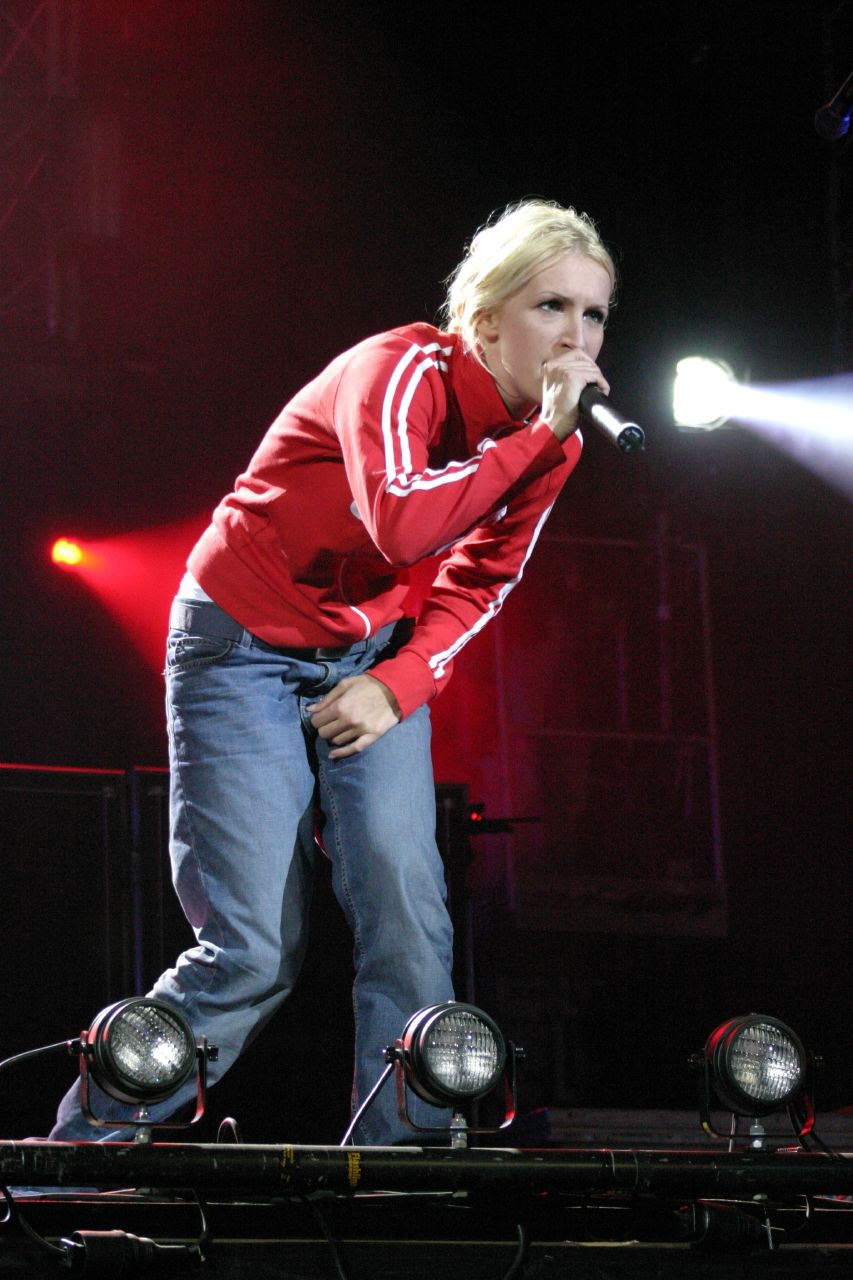
Sandra Nasić (2007)

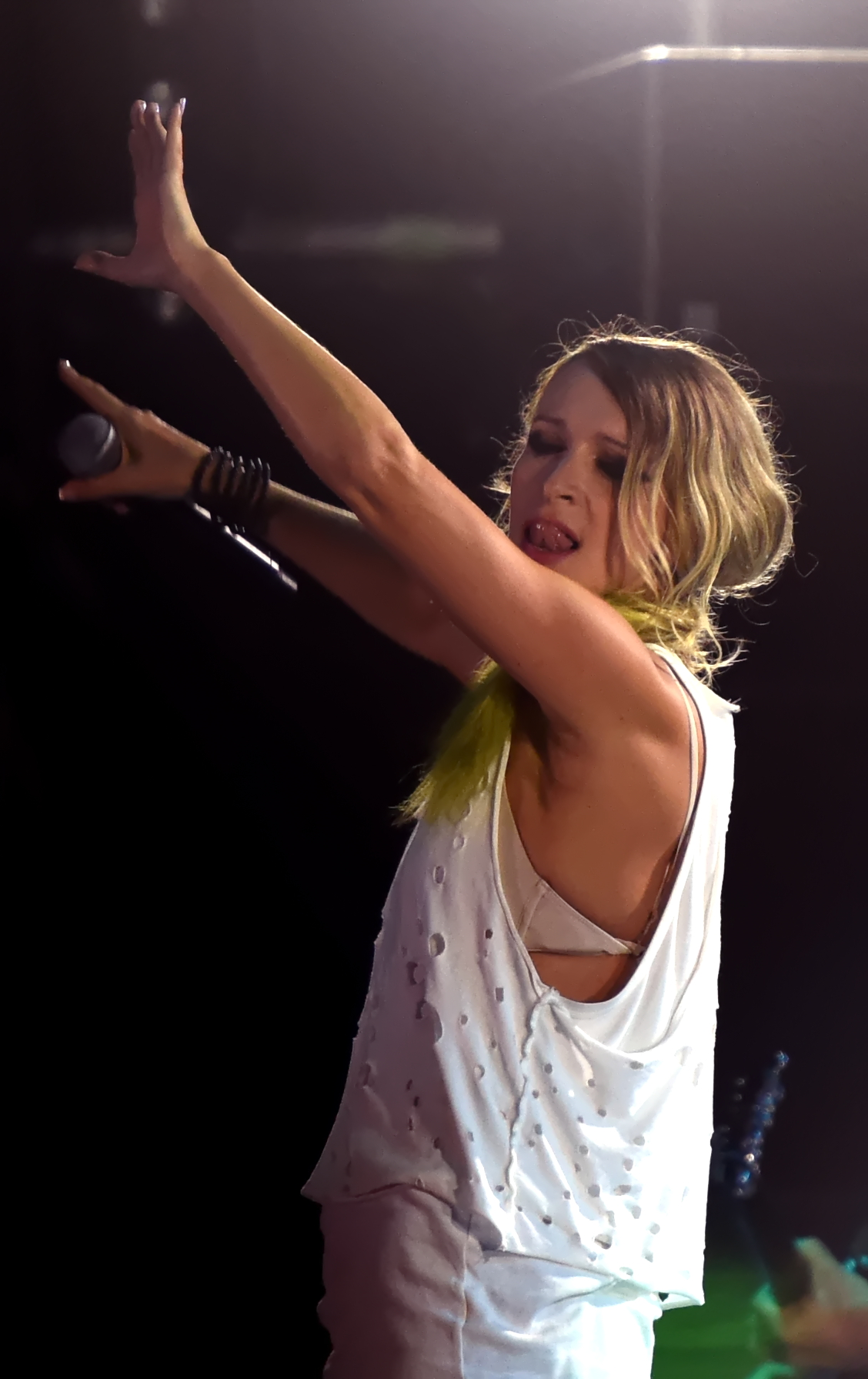
Sandra Nasić (2015)

Sandra Nasić wuchs mit ihrer Schwester bei der kroatischstämmigen Mutter in Göttingen auf. In der achten Klasse begann Nasić zusammen mit einem Schulkameraden, der Mitglied in einer Band war, Musik zu machen. Kurz darauf absolvierte sie bereits erste Auftritte mit ihrer Band Villaine – unter anderem mit der Göttinger Punkband Die Fremden oder der Gruppe Sanradan und im Live-Club Outpost. Nachdem sie 1995 ihr Abitur absolviert hatte, wollte sie Design studieren, trat jedoch zuvor den Guano Apes bei. Heute lebt Nasić in Berlin.
Nasić schreibt ihre Texte selbst. 2001 erhielt sie die Eins-Live-Krone als beste Sängerin. Nach knapp zehn Jahren verließ die Sängerin die Guano Apes im Jahr 2006, bis die Band 2009 schließlich ihr Comeback feierte. Neben den Guano Apes beteiligte sie sich noch an weiteren Projekten wie der Single Beat of Life mit DJ Tomekk. Sie war die Erste, die einem Song der Gruppe Apocalyptica Stimme lieh (Path Vol. 2). Sie arbeitete beim Sistars-Projekt mit, nahm den Song A Very Loud Lullaby mit dem Electro-Künstler T.Raumschmiere für dessen Album Blitzkrieg Pop auf und arbeitete 1996 kurzzeitig mit der Bremer Band Saprize zusammen; dort übernahm sie Gast-Vocals für die Tracks Kiss, My Ceiling und First True Love Affair. Im Rahmen der New Rock Conference, bei der unter anderem auch Peter Heppner von Wolfsheim und Mitglieder der H-Blockx dabei waren, nahm sie den Song Heal Yourself für krebskranke Kinder auf.
Ihre erste Soloveröffentlichung, die Single Fever, wurde im September 2007 mit der B-Seite Name of My Baby  veröffentlicht. Ihr Debütalbum folgte eine Woche später und hieß The Signal. Für das Album hat Nasić mit Produzenten wie Steve Lironi, Christian Neander, Oliver Pinelli und Pelle Gunnerfeldt gearbeitet. Die Songs wurden unter anderem in London, Berlin und Stockholm aufgenommen.
Von August bis November 2012 saß Nasić mit Sarah Connor, H. P. Baxxter und Moses Pelham in der Jury der dritten Staffel von X Factor und nahm 2014 an der Sendung Sing meinen Song – Das Tauschkonzert bei VOX teil. Im April 2014 erschien ihre Solosingle Drowned in Destiny.

## Diskografie

### Studioalben
| Jahr | Titel Musiklabel                         | Höchstplatzierung, Gesamtwochen, AuszeichnungChartsChartplatzierungen (Jahr, Titel, Musiklabel, Platzierungen, Wochen, Auszeichnungen, Anmerkungen) | Anmerkungen                              |
| Jahr | Titel Musiklabel                         | DE | Anmerkungen                              |
| ---- | ---------------------------------------- | --- | ---------------------------------------- |
| 2007 | The Signal Supersonic Records (Sony BMG) | DE46 (1 Wo.)DE | Erstveröffentlichung: 28. September 2007 |

### Singles
| Jahr | Titel Album                                                    | Höchstplatzierung, Gesamtwochen, AuszeichnungChartplatzierungen (Jahr, Titel, Album, Platzierungen, Wochen, Auszeichnungen, Anmerkungen) | Höchstplatzierung, Gesamtwochen, AuszeichnungChartplatzierungen (Jahr, Titel, Album, Platzierungen, Wochen, Auszeichnungen, Anmerkungen) | Höchstplatzierung, Gesamtwochen, AuszeichnungChartplatzierungen (Jahr, Titel, Album, Platzierungen, Wochen, Auszeichnungen, Anmerkungen) | Anmerkungen |
| Jahr | Titel Album                                                    | DE | AT | CH | Anmerkungen |
| --- | -------------------------------------------------------------- | --- | --- | --- | --- |
| 2000 | Heal Yourself –                                                | — | — | — | Erstveröffentlichung: 18. September 2000 als Teil der New Rock Conference                                         |
| 2001 | Path, Vol. 2 Cult                                              | DE41 (9 Wo.)DE | AT58 (7 Wo.)AT | CH100 (1 Wo.)CH | Erstveröffentlichung: 26. März 2001 Apocalyptica feat. Sandra Nasić                                               |
| 2003 | Beat of Life Beat of Life, Vol. 1                              | DE12 (9 Wo.)DE | AT52 (6 Wo.)AT | CH100 (1 Wo.)CH | Erstveröffentlichung: 27. Januar 2003 DJ Tomekk feat. Ice-T, Sandra Nasić, Trigga Tha Gambla & Smoothe Tha Hustla |
| 2005 | A Very Loud Lullaby Blitzkrieg Pop                             | — | — | — | Erstveröffentlichung: 2005 T.Raumschmiere feat. Sandra Nasić                                                      |
| 2007 | Fever The Signal                                               | DE64 (3 Wo.)DE | — | — | Erstveröffentlichung: 21. September 2007                                                                          |
| 2009 | My City Is My Lab Retrospective (1995–2011)                    | — | — | — | Erstveröffentlichung: 11. September 2009 Tom Novy feat. Sandra Nasić & Adrian Bahil                               |
| 2014 | Drowned in Destiny –                                           | — | — | — | Erstveröffentlichung: 25. April 2014                                                                              |
| Folgende Lieder erschienen nicht als Single, wurden aber durch das Album zum Download und Streaming bereitgestellt und konnten somit eine Platzierung erlangen: |                                                                | | | | |
| |                                                                | | | | |
| 2014 | Last Christmas Sing meinen Song – Das Weihnachtskonzert Vol. 1 | DE93 (1 Wo.)DE | — | — | Charteinstieg: 19. Dezember 2014 Original: Wham!                                                                  |

## Auszeichnungen
- 1 Live Krone
  - 2001: „Beste Künstlerin“

- Deutscher Fernsehpreis
  - 2014: für „Beste Unterhaltung Show“ (Sing meinen Song – Das Tauschkonzert)

- Echo Pop
  - 2015: für „Partner des Jahres“ (Sing meinen Song – Das Tauschkonzert)